# Bisbat de Muzaffarpur
El bisbat de Muzaffarpur (hindi:  मुजफ्फरपुर के सूबा; llatí: Dioecesis Muzaffarpurensis) és una seu de l'Església catòlica a l'Índia, sufragània de l'arquebisbat de Patna. Al 2016 tenia 5.600 batejats d'un total de 31.308.000 habitants. Actualment està regida pel bisbe Cajetan Francis Osta.

## Territori
La diòcesi comprèn 17 districtes civils a l'estat indi del Bihar: Champaran Occidental, Champaran Oriental, Muzaffarpur, Gopalganj, Siwan, Saran, Vaishali, Samastipur, Sitamarhi, Darbhanga, Madhubani, Saharsa, Begusarai, Madhupura, Khagaria, Madhepura i Supaul.
La seu episcopal és la ciutat de Muzaffarpur, on es troba la catedral de Sant Francesc d'Assís
El territori s'estén sobre 27.120 km² i està dividit en 19 parròquies.

## Història
La diòcesi va ser erigida el 6 de març de 1980 mitjançant la butlla Quandoquidem omni del papa Joan Pau II, prenent el territori de la diòcesi de Patna (avui arxidiòcesi. Originàriament era sufragània de l'arquebisbat de Ranchi.
El 27 de juny de 1998 cedí una porció del seu territori a benefici de l'erecció del bisbat de Bettiah.
El 16 de març de 1999 passà a formar part de la província eclesiàstica de l'arquebisbat de Patna.

## Cronologia episcopal
- John Baptist Thakur, S.J. (6 de març de 1980 - 11 de juliol de 2014 jubilat)
- Cajetan Francis Osta, des de l'11 de juliol de 2014

## Estadístiques
A finals del 2013, la diòcesi tenia 5.600 batejats sobre una població de 31.308.000 persones, equivalent al 0,0% del total.
| any  | població | població   | població | sacerdots | sacerdots       | sacerdots       | sacerdots             | diaques | religiosos | religiosos | parroquies |
| ---- | -------- | ---------- | -------- | --------- | --------------- | --------------- | --------------------- | ------- | ---------- | ---------- | ---------- |
| any  | batejats | total      | %        | total     | clergat secular | clergat regular | batejats por sacerdot | diaques | homes      | dones      |            |
| 1990 | 8.500    | 30.914.000 | 0,0      | 37        | 10              | 27              | 229                   |         | 41         | 223        | 20         |
| 1999 | 4.000    | 21.341.478 | 0,0      | 29        | 16              | 13              | 137                   |         | 21         | 100        | 24         |
| 2000 | 4.094    | 21.420.909 | 0,0      | 34        | 21              | 13              | 120                   |         | 21         | 100        | 24         |
| 2001 | 4.256    | 22.039.714 | 0,0      | 34        | 21              | 13              | 125                   |         | 23         | 87         | 35         |
| 2002 | 4.360    | 28.305.686 | 0,0      | 34        | 22              | 12              | 128                   |         | 22         | 87         | 35         |
| 2003 | 4.503    | 28.305.686 | 0,0      | 35        | 23              | 12              | 128                   |         | 22         | 90         | 34         |
| 2004 | 4.638    | 29.436.742 | 0,0      | 35        | 23              | 12              | 132                   |         | 22         | 90         | 37         |
| 2013 | 5.250    | 30.310.100 | 0,0      | 49        | 39              | 10              | 107                   |         | 20         | 100        | 21         |
| 2016 | 5.600    | 31.308.000 | 0,0      | 43        | 31              | 12              | 130                   |         | 24         | 125        | 19         |